# Federico Wilde
Federico Wilde (Santa Fe, 14 gennaio 1912 – ...) è stato un calciatore argentino, di ruolo centrocampista.

## Caratteristiche tecniche
Giocava come interno destro.